# Kongeriget Dalmatien
Kongeriget Dalmatien (kroatisk: Kraljevina Dalmacija; tysk: Königreich Dalmatien; italiensk: Regno di Dalmazia) var en administrativ enhed inden for Kejserriget Østrig, (fra 1867: Østrig-Ungarn). Kongeriget blev oprettet i 1815, og det blev nedlagt i 1918. Den østrigske kejser var landets konge.

## Hovedstad
Zara (Zadar) var landets hovedstad. Kongeriget omfattede nutidens Dalmatien i Kroatien samt et mindre montenegrinsk område omkring Kotorbugten.

## Historie
I 1809 havde Frankrig erobret De illyriske provinser. I 1815 gav Wienerkongressen provinserne tilbage til Østrig. I 1816 blev den sydlige del af området omdannet til Kongeriget Dalmatien, der eksisterede indtil 1918.
Kongeriget var en delstat (et kronland) i den østrigske del af dobbeltmonarkiet.
I 1918 blev området afstået til Jugoslavien. Efter denne stats opløsning kom Kotorbugten til Montenegro, mens resten af landet blev en del af Kroatien.
44°07′N 15°13′Ø / 44.12°N 15.22°Ø